# Diavoletto di Cartesio

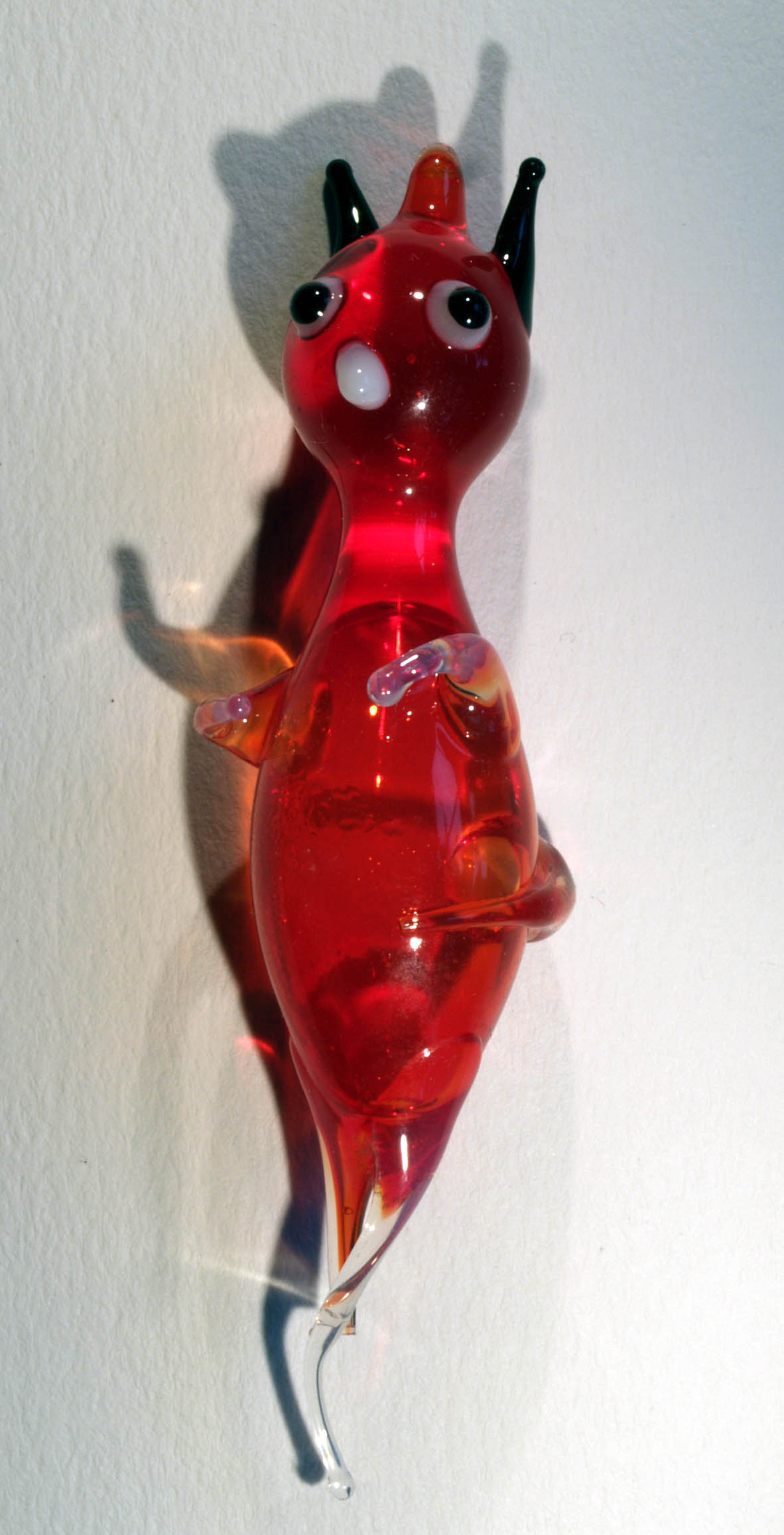
Un diavoletto di Cartesio

Il diavoletto di Cartesio o ludione è uno strumento di misurazione della pressione dei liquidi. Fu inventato dall'italiano Raffaello Magiotti e descritto per la prima volta nel 1648. Deve però il suo nome a quello di René Descartes latinizzato in Cartesius. Si attribuisce, errando, infatti la sua ideazione a Cartesio.

## Principio fondamentale
Diavoletto Di Cartesio
Se mettiamo un flaconcino vuoto all’interno di una bottiglia e poi la premiamo possiamo notare come il flaconcino scende e,lasciando la bottiglia,il flaconcino risalirà in superficie.
Ma come è possibile?
Mettendo il flaconcino a testa in giù senza tappo,grazie alla tensione superficiale l’acqua non entra perciò si tenderà a creare una camera d’aria all’interno del flaconcino che lo farà rimanere in superficie.Quando invece andiamo a premere la bottiglia in basso riusciamo a far entrare un po’ d’acqua nel flaconcino che lo farà scendere in basso.Togliendo le mani dalla bottiglia il flaconcino tornerà in superficie:l’acqua al suo interno uscirà ricreando una camera d’aria.

## Diavoletti giocattolo
Sono in commercio diavoletti di Cartesio in vetro soffiato, della lunghezza di circa 3 cm, con un forellino all'estremità inferiore (generalmente la "coda"), confezionati in bottigliette di plastica piene d'acqua. Premendo o rilasciando il coperchio il diavoletto galleggia e affonda. Con un po' di pratica è anche possibile tenerlo in equilibrio.
Un diavoletto di Cartesio può essere costruito semplicemente con una pallina ricavata da un foglio d'alluminio, in grado di passare attraverso il collo di una bottiglia. Può essere necessario procedere per tentativi, tendendo e distendendo il materiale finché assume la forma corretta. Possono inoltre fungere da diavoletto svariati oggetti: le cartucce per stampanti, le boccette di aromi naturali, le bustine di plastica di ketchup e senape, come anche le capocchie di fiammifero o le bucce d'arancia fresca.

Animazione del principio del diavoletto di Cartesio

## Modi di funzionamento
Il diavoletto di Cartesio viene riempito d'acqua quanto basta perché non affondi, e collocato in una bottiglia quasi piena, chiusa (ad esempio da un tappo di gomma). La pressione viene variata premendo il coperchio e determinando così l'affondamento e il galleggiamento.
Alcuni modelli sono dotati di un condotto tortuoso per far sì che il deflusso provochi un movimento rotatorio: il diavoletto allora sale in superficie ruotando sul proprio asse. Ciò non avviene nella fase di immersione, poiché l'aumento di pressione è più lento.
La variazione pressoria può essere ottenuta anche traendo in basso il diavoletto con l'aiuto di un magnete e causando l'aumento della pressione idrostatica. In questo modo il diavoletto può fluttuare in sospensione nel mezzo e conseguire metastabilità alla maniera dei sottomarini.